# Luna 1960B
Luna 1960B, auch bekannt unter der Bezeichnung Luna E-3 No.2, war eine sowjetische Mondsonde und sollte, wie schon Lunik 3, den Mond auf einer freien Rückkehrbahn umkreisen und ihn dabei inklusive der erdabgewandten Seite des Mondes fotografieren. Schon kurz nach dem Start zerbrach jedoch die Trägerrakete, da ein Booster zu wenig Schub entwickelte, so dass die Sonde nie das All erreichte. Auch wurde dadurch die Startrampe erheblich beschädigt. Der Start des ersten Modells aus der Baureihe Luna E-3 einen Tag zuvor misslang aufgrund eines Versagens der Oberstufe.